# Rhytida citrina
Rhytida citrina är en snäckart som beskrevs av Hutton 1882. Rhytida citrina ingår i släktet Rhytida och familjen Rhytididae. Inga underarter finns listade i Catalogue of Life.